# Степанов Петро Михайлович
Петро Михайлович Степанов — радянський і партійний діяч, секретар Житомирського і Миколаївського обласних комітетів КП(б)У.

## Життєпис
Освіта вища. Член ВКП(б). Перебував на відповідальній партійній роботі.
У травні 1945 — червні 1946 року — завідувач відділу шкіл Ворошиловградського обласного комітету КП(б)У.
У червні (затв. у липні) 1946 — жовтні 1949 року — секретар Житомирського обласного комітету КП(б)У із пропаганди та агітації.
З жовтня 1949 по 1950 рік — заступник завідувача відділу пропаганди та агітації ЦК КП(б)У.
У грудні (затв.) 1950 — вересні 1952 року — секретар Миколаївського обласного комітету КП(б)У з питань ідеології.
Подальша доля невідома.

## Нагороди
- орден «Знак Пошани» (23.01.1948)
- медалі